# Poeciliopsis viriosa
Poeciliopsis viriosa är en fiskart som beskrevs av Miller, 1960. Poeciliopsis viriosa ingår i släktet Poeciliopsis och familjen Poeciliidae. Inga underarter finns listade i Catalogue of Life.